# Schweizerland
Schweizerland ist ein Gebirge in Grönland im Distrikt Ammassalik in der Kommuneqarfik Sermersooq. Höchster Berg ist der 3383 Meter hohe Mont Forel. Höhere Erhebungen des Landes sind nur im Watkins-Gebirge zu finden.

## Geografie
Das Gebirge liegt in der Region Kong Christian IX Land im Norden des Fjords Sermilik (dänisch Egede og Rothe Fjord). Es grenzt im Norden an das Inlandeis, im Südosten an die Gletscher Nigertiip Apusiia (Midgårdgletsjer) sowie Pourquoi-pas Gletsjer und im Westen an den Apuseerajik (Fenrisgletsjer). Der Polarkreis verläuft durch den südlichen Teil von Schweizerland. Es ist stark vergletschert. Juragletsjer und Champs Elysees Gletsjer trennen das Gebirge in zwei Teile. Im Nordteil liegen Paris Gletsjer, Kristian Gletsjer sowie Bjørnegletsjer und mit dem Mont Forel die höchste Erhebung mit 3383 m.o.h. Am Westhang des Berges beginnt der Gletscher Forelporten.
Nördlich des Mont Forel liegt der Nunatak Jomfruen, südöstlich der Henri-Dunant Bjerg, beide sind 2744 m.o.h. hoch.
Das Gebiet ist unbewohnt, der nächstgelegene größere Ort ist Tasiilaq, die größte Stadt Ostgrönlands.

## Geschichte
Der Schweizer Geophysiker Alfred de Quervain leitete 1912 eine Expedition bei der erstmals das mittelgrönländische Inlandeis von Jakobshavn bis zum Egede og Rothe Fjord überquert wurde. Aus einer Entfernung von 70 bis 100 Meilen entdeckte er den Mont Forel und schätzte dessen Höhe auf 3350 bis 3410 Meter. Der Region gab Quervain den Namen Schweizerland. Der Mont Forel galt bis zur Entdeckung des Watkins-Gebirges durch Gino Watkins 1930 als höchste Erhebung in der Arktis. Mitglieder seiner Expedition versuchten 1931 den Mont Forel von Westen her zu besteigen, mussten jedoch 210 m vor dem Gipfel umkehren. Die Erstbesteigung im August 1938 gelang André Roch, Guido Pidermann und Carl Baumann vom Akademischen Alpen-Club Zürich über den Südgrat. Weitere Erkundungen von Schweizerland waren die Watkins East Greenland Expedition 1932/1933 und Lindsays Trans-Greenland Expedition 1933/1934. Paul-Émile Victor brachte 1937 350 Fotos und zahlreiche Skizzen zurück.
Nach Quervain wurde der 2092 m.o.h. hohe Quervain Bjerg nördlich des Gletschergebiets Femstjernen benannt.

## Belege
1. ↑  Eigil Christiansen: Sermilik. Dänisch, abgerufen am 26. Januar 2025.
2. 1 2 3  Nunat Aqqi: Stednavne. Grønlands Sprogsekretariat. Karte über die vom Grönländischen Ortsnamenausschuss offiziell anerkannten Ortsnamen, abgerufen am 26. Januar 2025.
3. ↑  André Roch: The Swiss Expedition to Greenland, 1938. In: Alpine Journal 1939. S. 105.
4. ↑  Felizia Seyd: Mount Forel. In: Geographical Items on East Greenland. Encyclopedia Arctica 14: Greenland, Svalbard, Etc. Geography and General. Englisch, abgerufen am 26. Januar 2025.